# 촐촐
촐촐(스페인어: Cholchol)는 칠레 아라우카니아 주 카우틴 현의 코무나이다.